# Paula Watson
Paula Watson (Mobile, 9 september 1927 – Malmö, 19 oktober 2003) was een Amerikaans jazzmuzikante (zang, piano).

## Biografie
Nadat ze naar Californië was verhuisd, nam ze op voor het Supreme-label in Los Angeles en haar eerste single A Little Bird Told Me, geschreven door jazzpianist Harvey Brooks en met gitarist Tiny Webb, bereikte #2 in de Billboard r&b-chart (toen de "Race Records" hitlijst genoemd), en #6 in de pophitlijst. Het nummer werd gecoverd door Evelyn Knight voor Decca Records, met een vergelijkbaar muzikaal arrangement en Supreme klaagde Decca aan voor schadevergoeding. Ondertussen had Watson een tweede r&b-hit met You Broke Your Promise, die #13 bereikte. Supreme verloor echter hun zaak tegen Decca en het bedrijf ging kort daarna failliet.
Ze trad op als een luidruchtige zangeres en krachtige pianiste, die een beduidende boogiewoogie blues kon neerzetten. Eind 1949 begon ze met opnamen voor Decca in een stijl, vergelijkbaar met Nellie Lutcher en Julia Lee, ondersteund door het orkest van saxofonist Jerry Jerome en de vocale groep Four Hits & A Miss. Haar meer conservatieve platen waren echter geen hits en ze verhuisde in 1953 naar MGM Records, waar haar opnamen werden omschreven als significant hipper en saxofonist Sam 'The Man' Taylor en bassist Milt Hinton bevatten. In het begin van de jaren 1960 verliet ze de Verenigde Staten en werkte ze in de jaren 1960 en begin jaren 1970 in het cabaret in Londen. In de jaren 1990 was ze gevestigd in Hamburg.

## Overlijden
Paula Watson overleed in oktober 2003 op 76-jarige leeftijd.
- International Standard Name Identifier: 0000 0004 6519 0474
- MusicBrainz: 4263b39c-ecd9-4c87-bca7-99164997db1b
- Virtual International Authority File: 36533288